# Atarba generosa
Atarba generosa är en tvåvingeart som först beskrevs av Alexander 1922.  Atarba generosa ingår i släktet Atarba och familjen småharkrankar. Inga underarter finns listade i Catalogue of Life.